# Ophicrania flavomaculata
Ophicrania flavomaculata är en insektsart som beskrevs av Brock 1999. Ophicrania flavomaculata ingår i släktet Ophicrania och familjen Phasmatidae. Inga underarter finns listade i Catalogue of Life.